# Fahrudin Kudozović
Fahrudin Kudozović (Vlasenica, 10 ottobre 1984) è un allenatore di calcio ed ex calciatore bosniaco, di ruolo attaccante o centrocampista.

## Caratteristiche tecniche
Può giocare nei ruoli di centrocampista offensivo o di attaccante di movimento.

## Carriera
Dopo un breve periodo in Inghilterra trascorso nelle file di Derby County e Notts County, si trasferì agli irlandesi dello Sligo Rovers, con la cui maglia vinse la First Division nel 2005 e con cui partecipò a due campionati di Premier Division (2006 e 2007). Nell'ultima annata citata realizzò 11 reti che ne decretarono il quinto posto nella classifica marcatori.
In seguito venne ingaggiato dal Drogheda United, squadra di FAI Premier Division, con cui collezionò 15 presenze e 3 reti in campionato. Inoltre, con la maglia dei Drogs segnò una rete nel turno di qualificazione alla UEFA Champions League 2008-2009, nella partita vinta 2-1 sul Levadia Tallinn e disputatasi nel luglio 2008 al Dalymount Park.
A causa della precaria situazione finanziaria del Drogheda United, venne ceduto ai pari categoria del Cork City nel calciomercato di febbraio 2009. Qui poté lavorare con Paul Doolin, suo manager anche a Drogheda. Con la maglia della squadra di Cork mise a referto sette reti in 32 partite nel Premier Division 2009 (Irlanda).
Il suo contratto scadde nel febbraio 2010, ed il 25 febbraio firmò un contratto annuale con il Dundalk, squadra di FAI Premier Division. Ha debuttato in maglia bianconera il 5 marzo contro il Bray Wanderers (vittoria 0-1) e segnato la prima rete il 14 marzo contro il Drogheda United (pareggio 2-2). Nel luglio dello stesso anno ha disputato i preliminari di UEFA Europa League 2010-2011; in occasione del primo turno di qualificazione ha segnato due gol contro i lussemburghesi del Grevenmacher, uno all'andata e uno al ritorno, che ha visto il Dundalk qualificarsi al turno successivo essendosi imposto col risultato aggregato di 5-4.